# CD Universitario
Club Deportivo Universitario – panamski klub piłkarski z siedzibą w mieście Penonomé, stolicy prowincji Coclé. Występuje w rozgrywkach Liga Panameña. Domowe mecze rozgrywa na obiekcie Estadio Universidad Latina. Niekiedy określany jako Universitario Coclé.

## Osiągnięcia

### Krajowe
- Liga Panameña

| zwycięstwo (0):     | –                  |
| drugie miejsce (2): | 2021 (A), 2022 (C) |

- Copa Panamá

| zwycięstwo (0):     | –    |
| drugie miejsce (1): | 2019 |

## Historia
Klub powstał w maju 2018 w wyniku fuzji pierwszoligowego Chorrillo FC (Panama) i drugoligowego CD Centenario (Coclé). Większościowym właścicielem nowego klubu została prywatna uczelnia Universidad Latina de Panamá. Siedzibą Universitario ogłoszono prowincję Coclé, w której najpopularniejszą dyscypliną sportu pozostawał do tamtej pory baseball. Klub od razu przystąpił do rozgrywek pierwszej ligi panamskiej, na licencji Chorrillo FC.
W 2018 roku klub zadebiutował w międzynarodowych rozgrywkach, Lidze CONCACAF (prawo do gry w tym turnieju wywalczył jego poprzednik, Chorrillo FC).
Przez pierwsze miesiące działalności Universitario rozgrywał mecze głównie na Estadio Maracaná w stołecznym mieście Panama, stopniowo przenosząc działalność do Coclé. W marcu 2019 klub przeniósł się na stałe na Estadio Virgilio Tejeira w Penonomé. W lutym 2021 zainaugurowano nowo oddany do użytku, własny stadion klubu, Estadio Universitario (później przemianowany na Estadio Universidad Latina) w Penonomé.

### Rozgrywki międzynarodowe
| Sezon | Rozgrywki     | Runda | Klub      | Dom | Wyjazd | Ogólnie |
| ----- | ------------- | ----- | --------- | --- | ------ | ------- |
| 2018  | Liga CONCACAF | 1/8   | Diriangén | 3:1 | 4:0    | 7:1     |
| 2018  | Liga CONCACAF | 1/4   | Herediano | 1:2 | 0:3    | 1:5     |